# سیارک ۵۶۹

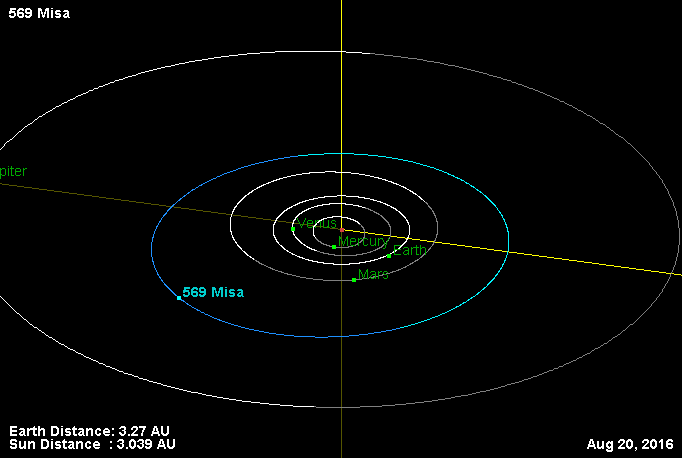
نمایی از محل قرارگیری سیارک ۵۶۹ در مدار – ۲۰۱۶

سیارک ۵۶۹ (به انگلیسی: 569 Misa، نامگذاری:1905QT) پانصد و شصت و نهمین سیارک کشف شده‌است که در ۲۷ ژوئیه ۱۹۰۵ و در وین کشف شد.
قدر مطلق سیارک برابر ۱۰٫۱۲ است.